# Jerry Scott

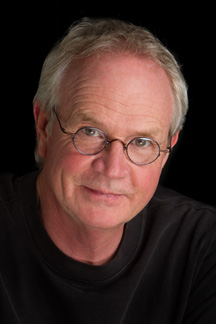
Jerry Scott, 2014

Jerry Scott (* 2. Mai 1955 in South Bend (Indiana)) ist ein US-amerikanischer Comiczeichner und Comicautor.

## Leben
Mitte der 1970er Jahre begann Scott, Cartoons für Zeitschriften zu zeichnen. Ab 1983 übernahm er Ernie Bushmillers Comicserie Nancy, einen kindlich-humoristischen Zeitungscomic mit einem verträumten 8-jährigen Mädchen als Titelheldin; er zeichnete und textete diese Serie bis Mitte der 1990er. Schon 1988 freundete er sich mit Rick Kirkman an, und beide schufen Baby Blues, einen Comic, der das Familienleben mit kleinen Kindern thematisiert. Scott textet und Kirkman zeichnet die kleinen Geschichten, welche schon in mehr als 700 Tageszeitungen publiziert wurden.  Seit 1997 arbeitet Scott als Autor auch mit dem Zeichner Jim Borgman zusammen. Ihre Serie ist Zits, ein Comic über eine Familie mit einem Sohn im Teenageralter, die ebenso ein weltweiter Erfolg wurde und in unzähligen Zeitungen gedruckt wurde.
Scott lebt mit seiner Familie in Malibu (Kalifornien).

## Preise & Auszeichnungen
- 2000: Max-und-Moritz-Preis „Bester Comic-Strip International“ für Zits
- 2001: Reuben Award für Zits und Baby Blues